# Kanada na Letnich Igrzyskach Olimpijskich 1908
Kanadę na IV Letnich Igrzyskach Olimpijskich w roku 1908 w Londynie reprezentowało 87 sportowców (sami mężczyźni) startujących w 11 dyscyplinach. Był to trzeci start reprezentacji Kanady na letnich igrzyskach olimpijskich.

## Zdobyte medale
| Medal  | Zawodnik | Dyscyplina    | Konkurencja                                                          | Rezultat                                                     |
| ------ | --- | ------------- | -------------------------------------------------------------------- | ------------------------------------------------------------ |
| Złoto  | Patrick Brennan Jack Broderick George Campbell Gus Dillon Frank Dixon Richard Duckett Tommy Gorman Ernest Hamilton Henry Hoobin Clarence McKerrow George Rennie Alexander Turnbull | Lacrosse      | turniej mężczyzn                                                     | w finale pokonali drużynę Wielkiej Brytanii 14:10            |
| Złoto  | Bobby Kerr | Lekkoatletyka | bieg na 200 m mężczyzn                                               | 22,6 s                                                       |
| Złoto  | Walter Ewing | Strzelectwo   | trap mężczyzn                                                        | 72 pkt                                                       |
| Srebro | Garfield MacDonald | Lekkoatletyka | trójskok mężczyzn                                                    | 14,76                                                        |
| Srebro | Walter Ewing George Beattie Arthur Westover Mylie Fletcher George Vivian David McMackon                                                                                            | Strzelectwo   | trap mężczyzn drużynowo                                              | 405 pkt                                                      |
| Srebro | George Beattie | Strzelectwo   | trap mężczyzn                                                        | 60 pkt                                                       |
| Brąz   | William Morton Walter Andrews Frederick McCarthy William Anderson | Kolarstwo     | wyścig na dochodzenie na 1980 jardów drużynowo                       | 2:29,60                                                      |
| Brąz   | Bobby Kerr | Lekkoatletyka | bieg na 100 m mężczyzn                                               | 11,0 s                                                       |
| Brąz   | Edward Archibald | Lekkoatletyka | Skok o tyczce mężczyzn                                               | 3,58 m                                                       |
| Brąz   | Calvin Bricker | Lekkoatletyka | skok w dal mężczyzn                                                  | 7,08 m                                                       |
| Brąz   | Con Walsh | Lekkoatletyka | rzut młotem mężczyzn                                                 | 48,51 m                                                      |
| Brąz   | William Smith Charles Crowe Bruce Williams Dugald McInnes William Eastcott Harry Kerr                                                                                              | Strzelectwo   | karabin wojskowy 200/500/600/800/900/1000 jardów drużynowo mężczyźni | 2439 pkt                                                     |
| Brąz   | Frederick Toms Norway Jackes | Wioślarstwo   | dwójka bez sternika mężczyzn                                         |                                                              |
| Brąz   | Gordon Balfour Becher Gale Charles Riddy Geoffrey Taylor | Wioślarstwo   | Czwórka bez sternika mężczyzn                                        |                                                              |
| Brąz   | Irvine Robertson George Wright Julius Thomson Walter Lewis Charles Riddy Geoffrey Taylor Becher Gale Gordon Balfour Douglas Kertland                                               | Wioślarstwo   | Ósemka mężczyzn                                                      |                                                              |
| Brąz   | Aubert Côté | Zapasy        | styl wolny kategoria kogucia (54 kg)                                 | w walce o 3. miejsce pokonał Brytyjczyka Fredericka Tomkinsa |

## Skład kadry

### Gimnastyka
| Zawodnik        | Konkurencja            | Finał | Finał   |
| Zawodnik        | Konkurencja            | Wynik | Miejsce |
| --------------- | ---------------------- | ----- | ------- |
| Allan Keith     | wielobój indywidualnie | 170   | 59.     |
| Orville Elliott | wielobój indywidualnie | 132,5 | 80.     |

### Kolarstwo
| Konkurencja      | Zawodnik                                                          | Eliminacje                                                 | Eliminacje | Eliminacje | Półfinały | Półfinały            | Półfinały            | Finał | Finał                | Finał                | Pozycja              |
| Konkurencja      | Zawodnik                                                          | Przeciwnik                                                 | Czas       | Miejsce    | Przeciwnik | Czas                 | Miejsce              | Przeciwnik | Czas                 | Miejsce              | Pozycja              |
| ---------------- | ----------------------------------------------------------------- | ---------------------------------------------------------- | ---------- | ---------- | --- | -------------------- | -------------------- | --- | -------------------- | -------------------- | -------------------- |
| 660 jardów       | Frederick McCarthy                                                | William Bailey Pierre Seginaud                             | b.d        | 2.         | Nie awansował | Nie awansował        | Nie awansował        | Nie awansował | Nie awansował        | Nie awansował        | Nie awansował        |
| 660 jardów       | Walter Andrews                                                    | Joseph Werbrouck Gaston Delaplane                          | 55,8       | 1.         | Victor Johnson Johannes van Spengen Paul Texier | b.d                  | 4.                   | Nie awansował | Nie awansował        | Nie awansował        | Nie awansował        |
| 660 jardów       | William Morton                                                    | Gaston Dreyfus Lucien Renard Gerald Anderson               | b.d        | 3.         | Nie awansował | Nie awansował        | Nie awansował        | Nie awansował | Nie awansował        | Nie awansował        | Nie awansował        |
| 5000 m           | Frederick McCarthy                                                |                                                            |            |            | Émile Marechal Antonie Gerrits Ernest Payne Émile Demangel | b.d                  | 2.                   | Nie awansował | Nie awansował        | Nie awansował        | Nie awansował        |
| 5000 m           | William Morton                                                    |                                                            |            |            | André Auffray Hermann Martens Philip Freylinck Bruno Götze | b.d                  | 5.                   | Nie awansował | Nie awansował        | Nie awansował        | Nie awansował        |
| 20 km            | Frederick McCarthy                                                |                                                            |            |            | Leon Meredith Hermann Martens André Lapize Georgius Damen Joseph Werbrouck Pierre Hostein Rudolf Katzer Daniel Flynn | b.d                  | 6.                   | Nie awansował | Nie awansował        | Nie awansował        | Nie awansował        |
| 20 km            | Walter Andrews                                                    |                                                            |            |            | Clarence Kingsbury Charles Brooks Floris Venter Georges Lutz Gerard Bosch van Drakestein Jean van Benthem Paul Schulze | b.d                  | 7.-9.                | Nie awansował | Nie awansował        | Nie awansował        | Nie awansował        |
| 20 km            | Harry Young                                                       |                                                            |            |            | Louis Weintz Frank Shore Herbert Bouffler Max Triebsch Henri Cunault Dorus Nijland Frederick Hamlin | 33:45,2              | 3.                   | Nie awansował | Nie awansował        | Nie awansował        | Nie awansował        |
| 20 km            | William Anderson                                                  |                                                            |            |            | Andrew Hansson David Robertson Ioannis Santorinaios Paul Texier | 34:53,8              | 3.                   | Nie awansował | Nie awansował        | Nie awansował        | Nie awansował        |
| 100 km           | William Anderson                                                  |                                                            |            |            | G.C. Lutz Sydney Bailey Pierre Texier J.H. Bishop D.C. Robertson Andrew Hansson Alwin Boldt François Bonnet Georgius Damen Gerard Bosch van Drakestein André Lepère Harry Mussen J. Norman Rudolf Katzer Frederick McCarthy Ioannis Santorinaios | b.d                  | 7. - 14.             | Nie awansował | Nie awansował        | Nie awansował        | Nie awansował        |
| 100 km           | Frederick McCarthy                                                |                                                            |            |            | G.C. Lutz Sydney Bailey Pierre Texier J.H. Bishop D.C. Robertson Andrew Hansson Alwin Boldt François Bonnet Georgius Damen Gerard Bosch van Drakestein André Lepère Harry Mussen J. Norman Rudolf Katzer William Anderson Ioannis Santorinaios | Nie ukończył wyścigu | Nie ukończył wyścigu | Nie awansował | Nie awansował        | Nie awansował        | Nie awansował        |
| 100 km           | Walter Andrews                                                    |                                                            |            |            | Leon Meredith Charles Bartlett Gustaf Westerberg Octave Lapize Walter Andrews William Pett Charles Denny Harry Young Cesare Zanzottera Charles Avrillon H. Cunault Bruno Götze Pierre Hostein Robert Jolly Jean Madelaine Guglielmo Malatesta Hermann Martens Guillaume Coeckelberg Dorus Nijland David Noon Battista Parini T.H.E. Passmore Paul Schulze Max Triebsch Louis Weintz    | b.d                  | 5.                   | Charles Bartlett Charles Denny Octave Lapize William Pett Pierre Texier Guillaume Coeckelberg D.C. Robertson Sydney Bailey J.H. Bishop François Bonnet Andrew Hansson G.C. Lutz Leon Meredith Harry Mussen Gustaf Westerberg Harry Young | b.d                  | 6.                   | 6.                   |
| 100 km           | Harry Young                                                       |                                                            |            |            | Leon Meredith Charles Bartlett Gustaf Westerberg Octave Lapize Walter Andrews William Pett Charles Denny Guillaume Coeckelberg Cesare Zanzottera Charles Avrillon H. Cunault Bruno Götze Pierre Hostein Robert Jolly Jean Madelaine Guglielmo Malatesta Hermann Martens William Morton Dorus Nijland David Noon Battista Parini T.H.E. Passmore Paul Schulze Max Triebsch Louis Weintz | b.d                  | 7.-9.                | Charles Bartlett Charles Denny Octave Lapize William Pett Pierre Texier Walter Andrews D.C. Robertson Sydney Bailey J.H. Bishop François Bonnet Andrew Hansson G.C. Lutz Leon Meredith Harry Mussen Gustaf Westerberg Harry Young        | Nie ukończył wyścigu | Nie ukończył wyścigu | Nie ukończył wyścigu |
| 100 km           | William Morton                                                    |                                                            |            |            | Leon Meredith Charles Bartlett Gustaf Westerberg Octave Lapize Walter Andrews William Pett Charles Denny Harry Young Cesare Zanzottera Charles Avrillon H. Cunault Bruno Götze Pierre Hostein Robert Jolly Jean Madelaine Guglielmo Malatesta Hermann Martens Guillaume Coeckelberg Dorus Nijland David Noon Battista Parini T.H.E. Passmore Paul Schulze Max Triebsch Louis Weintz    | Nie ukończył wyścigu | Nie ukończył wyścigu | Nie awansował | Nie awansował        | Nie awansował        | Nie awansował        |
| tandemy          | Frederick McCarthy William Morton                                 | John Matthews, Leon Meredith Gaston Dreyfus, André Poulain | b.d        | 3.         | Nie awansowali | Nie awansowali       | Nie awansowali       | Nie awansowali | Nie awansowali       | Nie awansowali       | Nie awansowali       |
| wyścig drużynowy | William Anderson Walter Andrews Frederick McCarthy William Morton | Stany Zjednoczone                                          | Walkower   | Walkower   | Wielka Brytania | 2:29,2               | 2.                   | Nie awansowali | Nie awansowali       | Nie awansowali       | brąz                 |

### Lacrosse
| - Patrick Brennan - Jack Broderick - George Campbell - Gus Dillon - Frank Dixon - Richard Duckett |  | - Tommy Gorman - Ernest Hamilton - Henry Hoobin - Clarence MacKerrow - George Rennie - Alexander Turnbull |

Ponieważ zgłosiły się tylko dwie drużyny rozegrano tylko finał.
| 24 października 1908 | Kanada | 14:101:5, 2:6, 7:9 | Wielka Brytania |  |
|                      |        |                    |                 |  |

### Lekkoatletyka
Konkurencje biegowe
| Konkurencja           | Zawodnik                                                   | Eliminacje           | Eliminacje           | Półfinał           | Półfinał           | Finał              | Finał              |
| Konkurencja           | Zawodnik                                                   | Wynik                | Miejsce              | Wynik              | Miejsce            | Wynik              | Miejsce            |
| --------------------- | ---------------------------------------------------------- | -------------------- | -------------------- | ------------------ | ------------------ | ------------------ | ------------------ |
| 100 m                 | Bobby Kerr                                                 | 11,0                 | 1.                   | 11,0               | 1.                 | 11,0               | brąz               |
| 100 m                 | Francis Lukeman                                            | 11,7                 | 2.                   | Nie awansował      | Nie awansował      | Nie awansował      | Nie awansował      |
| 100 m                 | Louis Sebert                                               | 11,7                 | 2.                   | Nie awansował      | Nie awansował      | Nie awansował      | Nie awansował      |
| 100 m                 | David Beland                                               | b.d                  | 3.                   | Nie awansował      | Nie awansował      | Nie awansował      | Nie awansował      |
| 200 m                 | Francis Lukeman                                            | b.d                  | 3.                   | Nie awansował      | Nie awansował      | Nie awansował      | Nie awansował      |
| 200 m                 | Louis Sebert                                               | 22,8                 | 2.                   | Nie awansował      | Nie awansował      | Nie awansował      | Nie awansował      |
| 200 m                 | Bobby Kerr                                                 | 22,2                 | 1.                   | 22,6               | 1.                 | 22,6               | złoto              |
| 400 m                 | Donald Buddo                                               | 51,2                 | 2.                   | Nie awansował      | Nie awansował      | Nie awansował      | Nie awansował      |
| 400 m                 | Louis Sebert                                               | 50,2                 | 1.                   | 49,5               | 2.                 | Nie awansował      | Nie awansował      |
| 800 m                 | Irving Parkes                                              |                      |                      | b.d                | 3.                 | Nie awansował      | Nie awansował      |
| 800 m                 | Donald Buddo                                               |                      |                      | Nie ukończył biegu | Nie ukończył biegu | Nie awansował      | Nie awansował      |
| 1500 m                | Frederick Meadows                                          |                      |                      | 4:12,2             | 3.                 | Nie awansował      | Nie awansował      |
| 1500 m                | John Tait                                                  |                      |                      | 4:12,2             | 1.                 | 4:06,8             | 4.                 |
| 1500 m                | William Galbraith                                          |                      |                      | 4:20,2             | 3.                 | Nie awansował      | Nie awansował      |
| 1500 m                | James Fitzgerald                                           |                      |                      | b.d                | 7.                 | Nie awansował      | Nie awansował      |
| 110 m przez płotki    | Frank Savage                                               | b.d                  | 3.                   | Nie awansował      | Nie awansował      | Nie awansował      | Nie awansował      |
| 3200 m z przeszkodami | William Galbraith                                          | 11:12,4              | 1.                   |                    |                    | b.d                | 6.                 |
| 3200 m z przeszkodami | James Fitzgerald                                           | Nie ukończył biegu   | Nie ukończył biegu   |                    |                    | Nie awansował      | Nie awansował      |
| sztafeta olimpijska   | Francis Lukeman Donald Buddo Louis Sebert R. Irving Parkes | b.d                  | 3.                   |                    |                    | Nie awansowali     | Nie awansowali     |
| 5 mil indywidualnie   | Frederick Meadows                                          | 26:16,2              | 2.                   |                    |                    | 26:16,2            | 6.                 |
| 5 mil indywidualnie   | John Tait                                                  | Nie ukończył biegu   | Nie ukończył biegu   |                    |                    | Nie awansował      | Nie awansował      |
| 5 mil indywidualnie   | James Fitzgerald                                           | 26:05,8              | 2.                   |                    |                    | b.d                | 7.                 |
| 5 mil indywidualnie   | William Galbraith                                          | 27:23,3              | 2.                   |                    |                    | Nie awansował      | Nie awansował      |
| maraton               | William Wood                                               |                      |                      |                    |                    | 3:01:44,0          | 5.                 |
| maraton               | Frederick Simpson                                          |                      |                      |                    |                    | 3:04:28,2          | 6.                 |
| maraton               | Harry Lawson                                               |                      |                      |                    |                    | 3:06:47,2          | 7.                 |
| maraton               | Jack Caffery                                               |                      |                      |                    |                    | 3:12:46,0          | 11.                |
| maraton               | William Goldsbro                                           |                      |                      |                    |                    | 3:20:07,0          | 16.                |
| maraton               | Tom Longboat                                               |                      |                      |                    |                    | Nie ukończył biegu | Nie ukończył biegu |
| maraton               | Frederick Noseworthy                                       |                      |                      |                    |                    | Nie ukończył biegu | Nie ukończył biegu |
| maraton               | George Goulding                                            |                      |                      |                    |                    | 3:33:26,4          | 22.                |
| maraton               | Arthur Burn                                                |                      |                      |                    |                    | 3:50:17,0          | 24.                |
| maraton               | John Tait                                                  |                      |                      |                    |                    | Nie ukończył biegu | Nie ukończył biegu |
| maraton               | George Lister                                              |                      |                      |                    |                    | 4:22:45,0          | 27.                |
| maraton               | Edward Cotter                                              |                      |                      |                    |                    | Nie ukończył biegu | Nie ukończył biegu |
| chód na 3500 m        | George Goulding                                            | 15:54,0              | 1.                   |                    |                    | 15:49,8            | 4.                 |
| chód na 10 mil        | George Goulding                                            | Nie ukończył wyścigu | Nie ukończył wyścigu |                    |                    | Nie awansował      | Nie awansował      |

Konkurencje techniczne
| Zawodnik           | Konkurencja          | Finał | Finał   |
| Zawodnik           | Konkurencja          | Wynik | Miejsce |
| ------------------ | -------------------- | ----- | ------- |
| Calvin Bricker     | skok w dal           | 7,08  | brąz    |
| Francis Lukeman    | skok w dal           | 6,59  | 13.     |
| George Barber      | skok w dal           | 6,41  | 19.     |
| Garfield MacDonald | skok w dal           | b.d   | 21.     |
| Garfield MacDonald | trójskok             | 14,76 | srebro  |
| Calvin Bricker     | trójskok             | 14,10 | 4.      |
| George Barber      | skok wzwyż           | 1,77  | 10.     |
| Garfield MacDonald | skok wzwyż           | 1,72  | 13.     |
| Edward Archibald   | skok o tyczce        | 3,58  | brąz    |
| George Barber      | skok w dal z miejsca | b.d   | 8.      |
| George Barber      | skok wzwyż z miejsca | b.d   | 19.     |
| Con Walsh          | rzut młotem          | 48,51 | brąz    |

### Pływanie
| Konkurencja       | Zawodnik         | Eliminacje | Eliminacje | Półfinał      | Półfinał      | Finał         | Finał         |
| Konkurencja       | Zawodnik         | Czas       | Miejsce    | Czas          | Miejsce       | Czas          | Miejsce       |
| ----------------- | ---------------- | ---------- | ---------- | ------------- | ------------- | ------------- | ------------- |
| 100 m dowolnym    | Robert Zimmerman | 1:35,0     | 2.         | Nie awansował | Nie awansował | Nie awansował | Nie awansował |
| 100 m grzbietowym | Robert Zimmerman | b.d        | 3.         | Nie awansował | Nie awansował | Nie awansował | Nie awansował |

### Skoki do wody
| Konkurencja        | Zawodnik         | Runda 1 | Runda 1 | Półfinały     | Półfinały     | Finał         | Finał         |
| Konkurencja        | Wynik            | Pozycja | Wynik   | Pozycja       | Wynik         | Pozycja       |               |
| ------------------ | ---------------- | ------- | ------- | ------------- | ------------- | ------------- | ------------- |
| skoki z trampoliny | Robert Zimmerman | 74,0    | 3.      | Nie awansował | Nie awansował | Nie awansował | Nie awansował |

### Strzelectwo
| Konkurencja                 | Zawodnik                                                                                | Finał | Finał   |
| Konkurencja                 | Zawodnik                                                                                | Wynik | Pozycja |
| --------------------------- | --------------------------------------------------------------------------------------- | ----- | ------- |
| karabin dowolny 1000 jardów | Harry Kerr                                                                              | 91    | 6.      |
| karabin dowolny 1000 jardów | Charles Crowe                                                                           | 90    | 9.      |
| karabin dowolny 1000 jardów | Fred Utton                                                                              | 90    | 9.      |
| karabin dowolny 1000 jardów | Stanley Brown                                                                           | 89    | 11.     |
| karabin dowolny 1000 jardów | Dugald McInnis                                                                          | 87    | 16.     |
| karabin dowolny 1000 jardów | Frank Morris                                                                            | 86    | 19.     |
| karabin dowolny 1000 jardów | James Freeborn                                                                          | 83    | 27.     |
| karabin dowolny 1000 jardów | Fred Elmitt                                                                             | 82    | 28.     |
| karabin dowolny 1000 jardów | James Jones                                                                             | 82    | 28.     |
| karabin dowolny 1000 jardów | Arthur Martin                                                                           | 79    | 33.     |
| karabin dowolny 1000 jardów | George Rowe                                                                             | 75    | 35.     |
| karabin dowolny 1000 jardów | Arthur Steele                                                                           | 74    | 37.     |
| karabin wojskowy drużynowo  | William Smith Charles Crowe Bruce Williams Dugald McInnis William Eastcott Harry Kerr   | 2439  | brąz    |
| trap indywidualnie          | Walter Ewing                                                                            | 72    | złoto   |
| trap indywidualnie          | George Beattie                                                                          | 60    | srebro  |
| trap indywidualnie          | Arthur Westover                                                                         | 55    | 5.      |
| trap indywidualnie          | Mylie Fletcher                                                                          | 53    | 7.      |
| trap indywidualnie          | David McMackon                                                                          | 50    | 12.     |
| trap indywidualnie          | George Vivian                                                                           | 44    | 20.     |
| trap indywidualnie          | Frank Parker                                                                            | 19    | 27.     |
| trap drużynowo              | Walter Ewing George Beattie Arthur Westover Mylie Fletcher George Vivian David McMackon | 405   | srebro  |

### Szermierka
| Konkurencja          | Zawodnik    | 1 runda                                                                                                 | 1 runda | 2 runda       | 2 runda       | Półfinały     | Półfinały     | Finał         | Finał         | Pozycja       |
| Konkurencja          | Zawodnik    | Przeciwnik                                                                                              | Wynik   | Przeciwnik    | Wynik         | Przeciwnik    | Wynik         | Przeciwnik    | Wynik         | Pozycja       |
| -------------------- | ----------- | --- | ------- | ------------- | ------------- | ------------- | ------------- | ------------- | ------------- | ------------- |
| szpada indywidualnie | Percy Nobbs | Robert Montgomerie Frantz Jørgensen Giuseppe Mangiarotti Robert Quennessen Gustaf Lindblom August Petri | R P R   | Nie awansował | Nie awansował | Nie awansował | Nie awansował | Nie awansował | Nie awansował | Nie awansował |

### Tenis ziemny
| Konkurencja | Zawodnik                     | 1 runda                                   | 2 runda                                | 3 runda                                           | Ćwierćfinały                        | Półfinały        | Finał            | Miejsce |
| Konkurencja | Zawodnik                     | Przeciwnik Wynik                          | Przeciwnik Wynik                       | Przeciwnik Wynik                                  | Przeciwnik Wynik                    | Przeciwnik Wynik | Przeciwnik Wynik | Miejsce |
| ----------- | ---------------------------- | ----------------------------------------- | -------------------------------------- | ------------------------------------------------- | ----------------------------------- | ---------------- | ---------------- | ------- |
| Singiel (m) | Richard Powell               | Christiaan van Lennep W 3:0 (6:4,6:1.6:2) | Ladislav Žemla W 3:1 (2:6,6:0,6:4,6:1) | George Caridia P 1:3 (4:6,6:3,4:6,2:6)            | Nie awansował                       | Nie awansował    | Nie awansował    | 9.      |
| Singiel (m) | James Foulkes                |                                           | Roelof van Lennep W 3:0 (6:2,6:4,6:3)  | John Richardson P 0:3 (2:6,4:6,3:6)               | Nie awansował                       | Nie awansował    | Nie awansował    | 9.      |
| Singiel (m) | Charles Brown                |                                           | wolny los                              | Karel Robetín W 3:0 (6:2,6:1,6:2)                 | John Richardson P 0:3 (3:6,1:6,0:6) | Nie awansował    | Nie awansował    | 5.      |
| debel (m)   | James Foulkes Richard Powell |                                           |                                        | Walter Crawley Kenneth Powell P 0:3 (5:7,3:6,2:6) | Nie awansowali                      | Nie awansowali   | Nie awansowali   | 7.      |

### Wioślarstwo
| Konkurencja | Zawodnik | Runda 1 | Runda 1 | Ćwierćfinał        | Ćwierćfinał        | Półfinał      | Półfinał      | Finał          | Finał          | Pozycja |
| Konkurencja | Zawodnik | Czas    | M.      | Czas               | M.                 | Czas          | M.            | Czas           | M.             | Pozycja |
| ----------- | --- | ------- | ------- | ------------------ | ------------------ | ------------- | ------------- | -------------- | -------------- | ------- |
| M1x         | Louis Scholes |         |         | b.d                | 2.                 | Nie awansował | Nie awansował | Nie awansował  | Nie awansował  | 5.      |
| M1x         | Walter Bowler |         |         | Nie ukończył biegu | Nie ukończył biegu | Nie awansował | Nie awansował | Nie awansował  | Nie awansował  | 5.      |
| M2-         | Frederick Toms Norway Jackes |         |         |                    |                    | b.d           | 2.            | Nie awansowali | Nie awansowali | brąz    |
| M4-         | Gordon Balfour Becher Gale Charles Riddy Geoffrey Taylor                                                                             |         |         |                    |                    | 8:40,5        | 2.            | Nie awansowali | Nie awansowali | brąz    |
| M8+         | Irvine Robertson George Wright Julius Thomson Walter Lewis Gordon Balfour Becher Gale Charles Riddy Geoffrey Taylor Douglas Kertland |         |         | 8:06,0             | 1.                 | 8:14,9        | 2.            | Nie awansowali | Nie awansowali | brąz    |

### Zapasy
| Konkurencja             | Zawodnik    | 1/8 finału       | Ćwierćfinał      | Półfinały        | Finał Walka o 3.miejsce | Miejsce |
| Konkurencja             | Zawodnik    | Przeciwnik Wynik | Przeciwnik Wynik | Przeciwnik Wynik | Przeciwnik Wynik        | Miejsce |
| ----------------------- | ----------- | ---------------- | ---------------- | ---------------- | ----------------------- | ------- |
| styl wolny waga kogucia | Aubert Côté | wolny los        | Frank Davis W    | George Mehnert p | Frederick Tomkins W     | brąz    |